# Мики Фуджимото
Мики Фуджимото (на японски 藤本美貴 Fujimoto Miki, родена на 26 февруари 1985 в Такикава, Хокайдо, Япония) е японска певица, соло изпълнителка към Hello! Projectи бивш член на групата Morning Musume.

## Профил
През 2000 г. Мики Фуджимото взима участие в кастинга за четвърто поколение вокалистки на Morning Musume. Макар че не е избрана, Фуджимото е забелязана от продуцентите и впоследствие и е предложено да стане соло изпълнителка към Hello! Project. Дебютния и сингъл Aenai Nagai Nichiyoubi излиза през 2002 г.
През октомври 2002 г. заедно с Маки Гото и Ая Матсуура формират триото Gomattou и издават сингъла „SHALL WE LOVE?“, който достига първа позиция в седмичната Oricon класация. Фуджимото също така участва във временните shuffle формации Odoru 11, 11 Water, H!P All Stars и Sexy Otonajan.
През 2003 г., след успешно представяне по време на новогодишната програма „Kōhaku Uta Gassen“ (излъчвана по японската обществена телевизия NHK), Тсунку включва Мики Фуджимото в състава на Morning Musume. Постепенно тя става една от основните вокалистки на групата, а по-късно през същата година заедно с Асами Конно се присъединява и към Country Musume с които издава три сингъла.
През февруари 2004 г. Фуджимото се присъединява към футболния тим на Hello! Project Gatas Brilhantes H.P..
След внезапното напускане на Мари Ягучи през 2005 г. Фуджимото става подлидер на Morning Musume.
През юни 2006 г. Мики Фуджимото заедно с Ая Матсуура сформират дуета GAM. Дебютния им сингъл „Thanks!“ излиза през септември, последван от „Melodies“ през октомври.
На 6 май 2007 г., Хитоми Йошизава се дипломира от Morning Musume и Мики заема нейното място като лидер на групата, а подлидер става Аи Такахаши.
На 26 май 2007 г., списанието Friday публикува статия и снимки разкриващи, че Мики има връзка с комикът Томохару Шоуджи. Впоследствие Фуджимото потвърждава, че всичко написано е истина. В резултат на това, на 1 юни 2007 г., следвайки стъпките на Мари Ягучи, Мики напуска Morning Musume. Тя ще остане в Hello! Project, като соло изпълнител и като част от GAM заедно с Ая Матсуура. Мики няма да участва в концерта през юли, отбелязващ 10-годишнината на Hello! Project, „Hello! Project 2007 Summer 10th Anniversary Daikansha Matsuri ~ Hello Pro Natsu Matsuri~“.

## Соло дискография

### Сингли
- Aenai Nagai Nichiyoubi (2002)
- Sotto Kuchi Tsukete Gyuuto Dakishimete (2002)
- Romantic Ukare Mode (2002)
- Boyfriend (2002)
- BOOGIE TRAIN '03 (2003)

### Албуми
- MIKI 1 (2003)

## Фотоалбуми

### Соло
- Alo-Hello! Fujimoto Miki Photobook (2003)
- Mikitty (2004)
- Real 226 (2005)
- cheri (2005)
- COEUR (2006)

### Други
- Ayaya to Mikitty (2003)